# Tanxu Shan
Tanxu Shan är en ö i Kina. Den ligger i provinsen Zhejiang, i den östra delen av landet, omkring 150 kilometer öster om provinshuvudstaden Hangzhou. Arean är 0,61 kvadratkilometer. Den sträcker sig 1,0 kilometer i nord-sydlig riktning, och 1,8 kilometer i öst-västlig riktning.